# 7,5-cm-Leichtgeschütz 40
Das 7,5-cm-Leichtgeschütz 40 (kurz LG 40) war ein rückstoßfreies Geschütz der Wehrmacht im Zweiten Weltkrieg.

## Geschichte
Die Geschichte der „Düsengeschütze“ begann vor dem Zweiten Weltkrieg durch den Wunsch nach einem rückstoßfreien und auch nach einem besonders leichten Geschütz für die Fallschirmtruppe. Die beiden in der Entwicklung von Geschützen besonders erfahrenen Unternehmen Krupp in Essen und Rheinmetall in Düsseldorf wurden von der Wehrmacht hierfür herangezogen. Diese Waffen wurden dann im Weiteren als Leichtgeschütze bezeichnet.
Es scheint, als hätten bei diesem Projekt in der Phase der initialen Konzeption und Munitionsentwicklung beide Unternehmen anfänglich enger zusammengearbeitet als üblich. Dies war zum Teil sicher dadurch bedingt, dass die Fallschirmtruppe gefordert hatte, dass die Waffe eine Patronenmunition erhielt. So war die Zusammenarbeit angesichts dieses völlig neuen Geschütztypen durchaus logisch und sinnvoll, da vieles noch Grundlagenforschung war.
Die Entwicklungsarbeit zeigte dann auch eine größere Zahl von Entwürfen und Prototypen LG 240 (Rh), LG 290 (Rh), LG 310 (Rh), 7,5-cm-LG 1 (370) (Rh), 7,5-cm-LG 1 (300) (Kp). Die beiden Prototypen des LG 1 von Krupp und Rheinmetall wurden schließlich präsentiert und bewertet. Beide Waffen konnten mit handelsüblichen abnehmbaren Motorrad-Rädern fahrbar gemacht werden. Auch war vorgesehen, dass ein Trupp von 4 Mann das Geschütz in unebenem Gelände tragen können sollte. Der Krupp-Prototyp wurde als zu schwer und unhandlich abgelehnt. Rheinmetall fertigte, nachdem man die Einwände der Prüfkommission gegen deren ersten Prototypen gehört hatte, zügig ein neues Modell, welches bereits stark dem später eingeführten Modell ähnelte.
Das dann 1940 als 7,5-cm-Leichtgeschütz 1 eingeführte Geschütz wurde erstmals bei der deutschen Luftlandung auf Kreta im Mai 1941 eingesetzt.
Dabei traten Mängel durch die nun zu leicht gebauten Lafette auf und die Nachteile einer Patronenmunition wurden offensichtlich. Es war weitere Entwicklungsarbeit nötig.
Die gemachten Einsatzerfahrungen mit dem 7,5-cm-LG 1 führten zum 7,5-cm-Leichtgeschütz 40, bei dem nun mit unterschiedlichen Ladungen in klassischer Weise die Reichweite der Waffe beeinflussbar war. Auch wurde der zentrale Zündmechanismus an die Seite der Geschosse verlegt, da der Schlagbolzen von den nach hinten strömenden Gasen beim Abschuss des LG 1 regelmäßig beschädigt wurde.
Von insgesamt 450 Leichtgeschützen 40 wurden nur 170 direkt bei Rheinmetall gefertigt, die restlichen 280 wurden von Dürkopp in Bielefeld gebaut. Der Herstellungspreis des Geschützes betrug 6470 RM.
Die Lebensdauer eines Rohres, das 5 oder 5,83 Kilogramm schwere Geschosse verschoss, betrug ungefähr 10.000 Schuss.

## Einsatz
Nach dem erfolgreichen Einsatz der Fallschirmtruppen im Westfeldzug war man im deutschen Oberkommando von der Schlagkraft dieser Truppen überzeugt. Die deutschen Operationen auf dem Balkan und in Griechenland gegen die britischen Streitkräfte und die mit diesen verbündeten Staaten verliefen 1941 erfolgreich. Doch befanden sich immer noch britische Kräfte auf Kreta, das eine hervorragende Basis bildete, um den inzwischen in Nordafrika kämpfenden Truppen die Versorgung abzuschneiden. Es wurde entschieden, eine Luftlandeoperation durchzuführen.
Das LG 1 war inzwischen bei der Fallschirmtruppe eingeführt und so wurde es im Rahmen des Unternehmen Merkur, mit den Luftlandetruppen per Fallschirmabwurf und in Lastenseglern eingesetzt. Ein großer Nachteil der Leichtgeschütze zeigte sich in dem nach hinten austretenden Gasstrahl, der die Kanoniere gefährdete und dem Gegner die Stellung verriet. Auch die große Staubwolke beim Abschuss war hinderlich und nicht zu verbergen, doch unvermeidbar. Das Leuchten des Gasstrahls wurde später durch Zusätze zum Treibladungspulver unterbunden.
Der Einsatz auf Kreta hatte gezeigt, dass die Waffe für die Fallschirmtruppe geeignet war und doch einige Nachteile gegenüber konventioneller Artillerie mit sich brachte. Man befand jedoch, dass dies für die ansonsten ohne Artillerie-Ausrüstung einzusetzende Fallschirmtruppe akzeptabel war.
Die vorhandenen 7,5-cm-Leichtgeschütze LG 1 und 40 wurden in den folgenden Jahren bei den Fallschirmtruppen verwendet und verbraucht. Weitere Geschütze im Kaliber 7,5-cm wurden nicht eingeführt, das OKH hatte entschieden, dass künftig das 10,5-cm-Leichtgeschütz 40 weitergebaut werden sollte.
Auch im Gebirge oder bei Schnee konnte das Leichtgeschütz 40 transportiert werden. Dazu wurde dieses zerlegt und in zwei Lasten auf sogenannte Boots-Akja aufgeteilt, welche ab 1942 zur Verfügung standen.

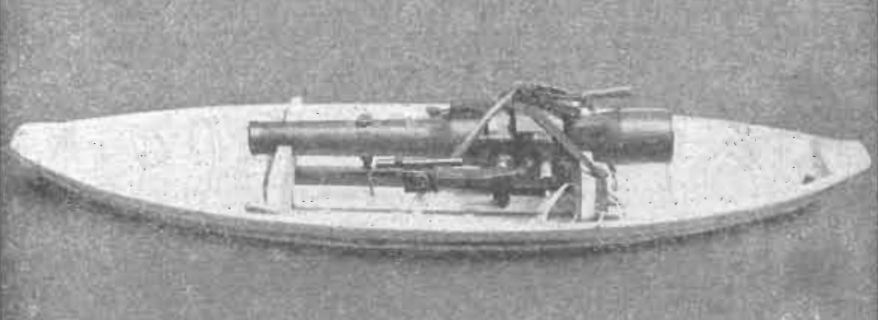
Boots-Akja mit Rohr
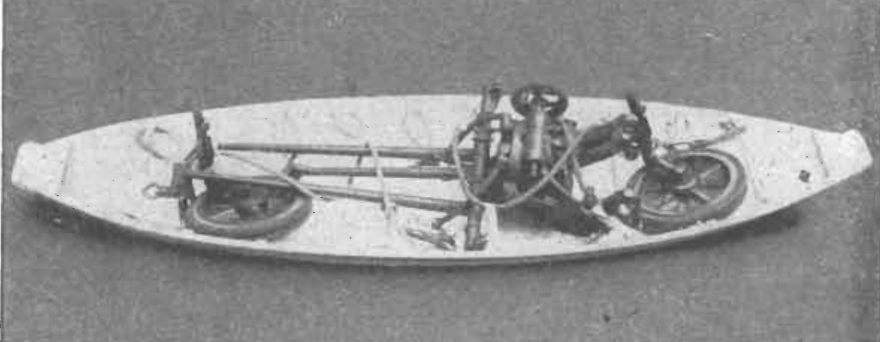
Boots-Akja mit Lafette, Achse, Rädern, Holmen und Munitionsbehältern

## Konzept
Eine rückstoßfreie Waffe erreicht man, indem man dem Rücklaufimpuls, der beim Abfeuern einer konventionellen Waffe als Rückstoß bezeichnet wird, einen Vorlaufimpuls, als eine gegenwirkende Kraft entgegensetzt. Hierdurch bleibt bei diesen Waffen das Rohr in seiner Position und ermöglicht einen gezielten Schuss. Da keine Teile für einen mechanischen Rückstoßausgleich erforderlich sind, können solche Waffen mit geringerem Gewicht konstruiert werden als herkömmliche. Nachteilig im Hinblick auf die Munition ist, dass eine größere Treibladung erforderlich ist, um die gegeneinander wirkenden Kräfte zu erzeugen.

## Varianten
Es wurden die Varianten 7,5-cm-LG 40 mit einer Leichtmetalllafette (173 kg) und 7,5-cm-LG 40/1 mit einer Stahlrohrlafette (207 kg) gebaut.